# پادشاه هولهه
پادشاه هولهه (به کره‌ای: 흘해왕)، (سلطنت: ۳۱۰~۳۵۶ میلادی)؛ شانزدهمین پادشاه شیلا یکی از سه پادشاهی کره بود. به گفته سامگوک ساگی او پسر ژنرال سوک اورو و نوه پادشاه نه‌هه بود. درمورد سال تولد او اختلاف است.
سامگوک ساگی همچنین به اتحادی از طریق ازدواج با وا اشاره می کند که در سال ۳۱۳ میلادی بسته شد اما در سال ۳۴۶ میلادی شکست. در سال ۳۴۷ تهاجم بزرگی رخ داد و نیروهای ژاپنی سورابول را محاصره کردند. او آخرین عضو خاندان سوک بود که بر شیلا حکومت کرد.